# إعدام قاضي (فلم)
فيلم إعدام قاضي هو فيلم مصري صدر سنة 1990، من بطولة يحيي الفخراني.

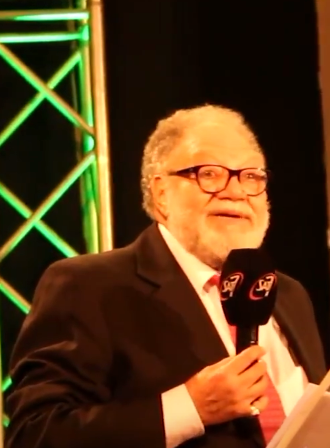
يحيى الفخراني في دور عادل

## قصة الفيلم
تدور أحداث الفيلم حول رفعت (عادل هاشم) القاضي الذي ينظر في قضية هامة للغاية، يحدث فيها تدخل وتطاول أمني شديد فيقرر الحكم فيها حسب القانون، تتدخل الجهات الأمنية المتمثلة في رفيق الحناوي (عزت العلايلي) ويرتب عمليه لقتله قبل الحكم يبدو فيها كأنه انتحر، بعد عشرين عامًا تعود ابنته علا (جالا فهمي) محاولةً الانتقام لأبيها، يعود رفيق الحناوي كرجل أعمال بمشاريع استثمارية بمساعدة عادل (يحيى الفخراني).

## الممثلين
- عزت العلايلي
- يحيى الفخراني
- جالا فهمي
- سميرة عبد العزيز
- أحمد غانم
- عادل هاشم
- كمال حسين
- حمدي يوسف
- رجاء صادق
- عطية عويس
- سوزان جميل
- مصطفى أشرف فهمي
- أيمن عبد الرحمن

## وصلات خارجية
- مقالات تستعمل روابط فنية بلا صلة مع ويكي بيانات